# Sumol+Compal
Sumol+Compal é uma empresa de refrigerantes portuguesa, com sede em Carnaxide, no concelho de Oeiras. É o maior fabricante de bebidas não-alcoólicas em Portugal. A Sumol+Compal resultou da fusão em 2008 dos grupos Sumolis e Compal, e tem como principal accionista a Refrigor.
O custo total da fusão das duas empresas foi de 8 milhões de euros e teve sinergias de 10 milhões de euros, para concretizar a fusão foi necessário demitir 220 funcionários e uma redução de 14 para 9 administradores.
A fusão foi alvo de investigação por parte do Ministério Público de Portugal em Março de 2012, num caso de fraude fiscal que envolve também administradores da Caixa Geral de Depósitos, uma das accionistas da empresa.
Pertencem à Sumol+Compal, além da Sumol e da Compal, marcas como Água da Serra de Estrela, Frize, e as cervejas Tagus e Damm.
Em novembro de 2014, foi anunciado na imprensa que a Copagef, empresa do grupo francês Castel e accionista da cerveja angolana Cuca comprou 49,9% do capital da Sumol+Compal Marcas por 88,2 milhões de euros.

## Marcas associadas[7]

### Marcas próprias
- Sumol
- Compal
- Um Bongo

### Marcas parceiras
- 7UP
- Guaraná Antarctica